# Аєлло-дель-Фріулі

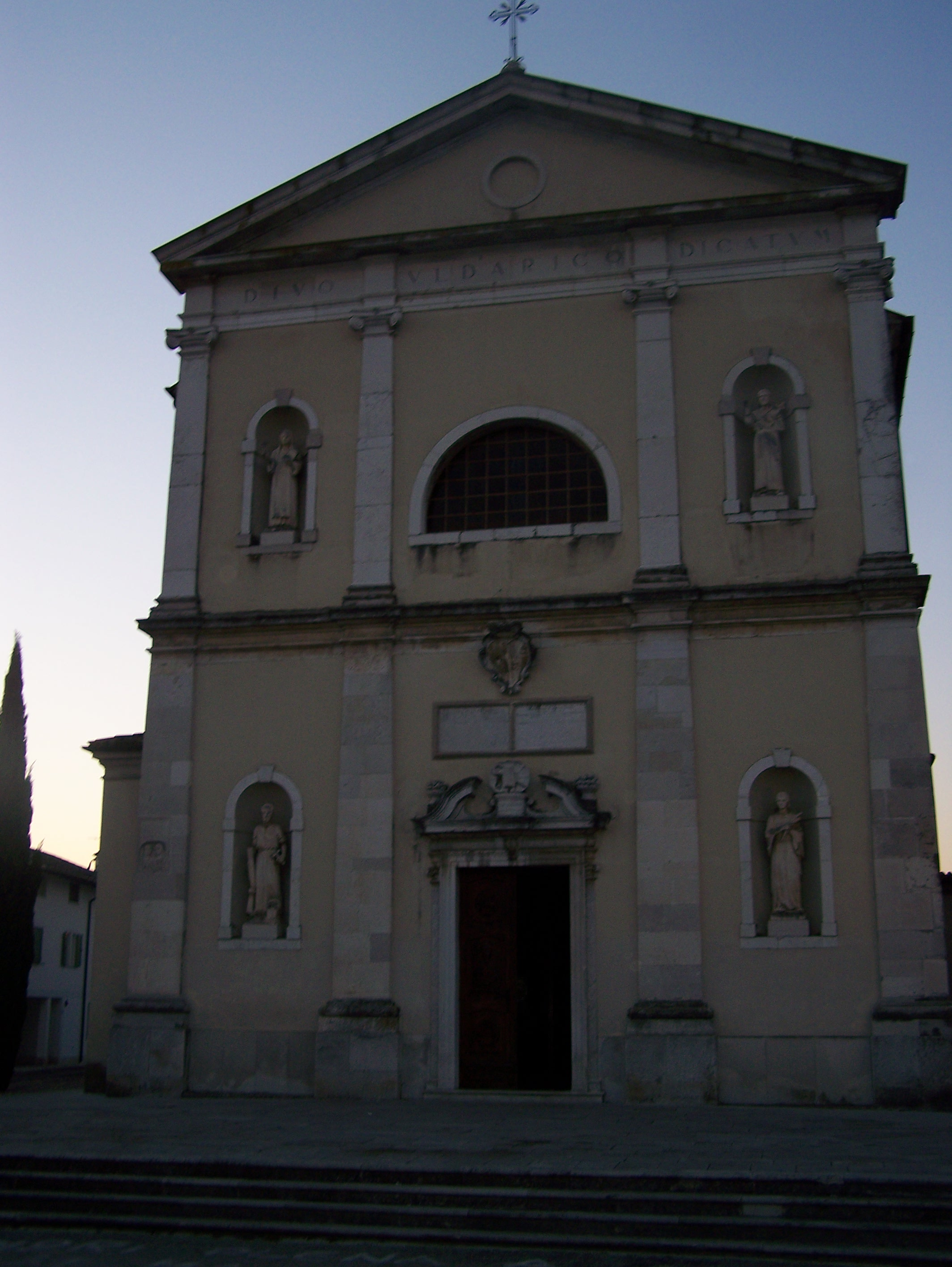

Аєлло-дель-Фріулі (італ. Aiello del Friuli) — муніципалітет в Італії, у регіоні Фріулі-Венеція-Джулія, провінція Удіне.
Аєлло-дель-Фріулі розташоване на відстані близько 450 км на північ від Рима, 45 км на північний захід від Трієста, 25 км на південний схід від Удіне.
Населення — 2267 осіб (2014).
Щорічний фестиваль відбувається 4 липня. Покровитель — Ulderico.

## Демографія
Населення за роками:

Станом на 1 січня 2023 року в муніципалітеті офіційно проживало 108 іноземців з 29 країн, серед них 37 громадян країн Євросоюзу та 9 громадян України.

## Уродженці
- Енцо Беардзот (*1927 — †2010) — італійський футболіст, захисник. Згодом — футбольний тренер, найбільш відомий як багаторічний головний тренер збірної Італії, що привів її до перемоги на чемпіонаті світу 1982 року.

## Сусідні муніципалітети
- Баньярія-Арса
- Камполонго-Тапольяно
- Червіньяно-дель-Фріулі
- Руда
- Сан-Віто-аль-Торре
- Віско